# Armstrong-Plattform
Die Armstrong-Plattform ist ein größtenteils vereistes und 1200 m bis 1800 m hoch gelegenes Plateau im ostantarktischen Viktorialand. Sie stellt die etwa 8 km lange, nordöstliche Verlängerung des Pomerantz-Tafellands in den Usarp Mountains dar.
Der United States Geological Survey kartierte die Formation anhand von Vermessungen und Luftaufnahmen der United States Navy zwischen 1960 und 1962. Das Advisory Committee on Antarctic Names benannte sie nach dem kanadischen Geologen Richard Lee Armstrong (1937–1991), der von 1967 bis 1968 im Rahmen des United States Antarctic Research Program auf der McMurdo-Station tätig war.